# Weihnachtskarpfen

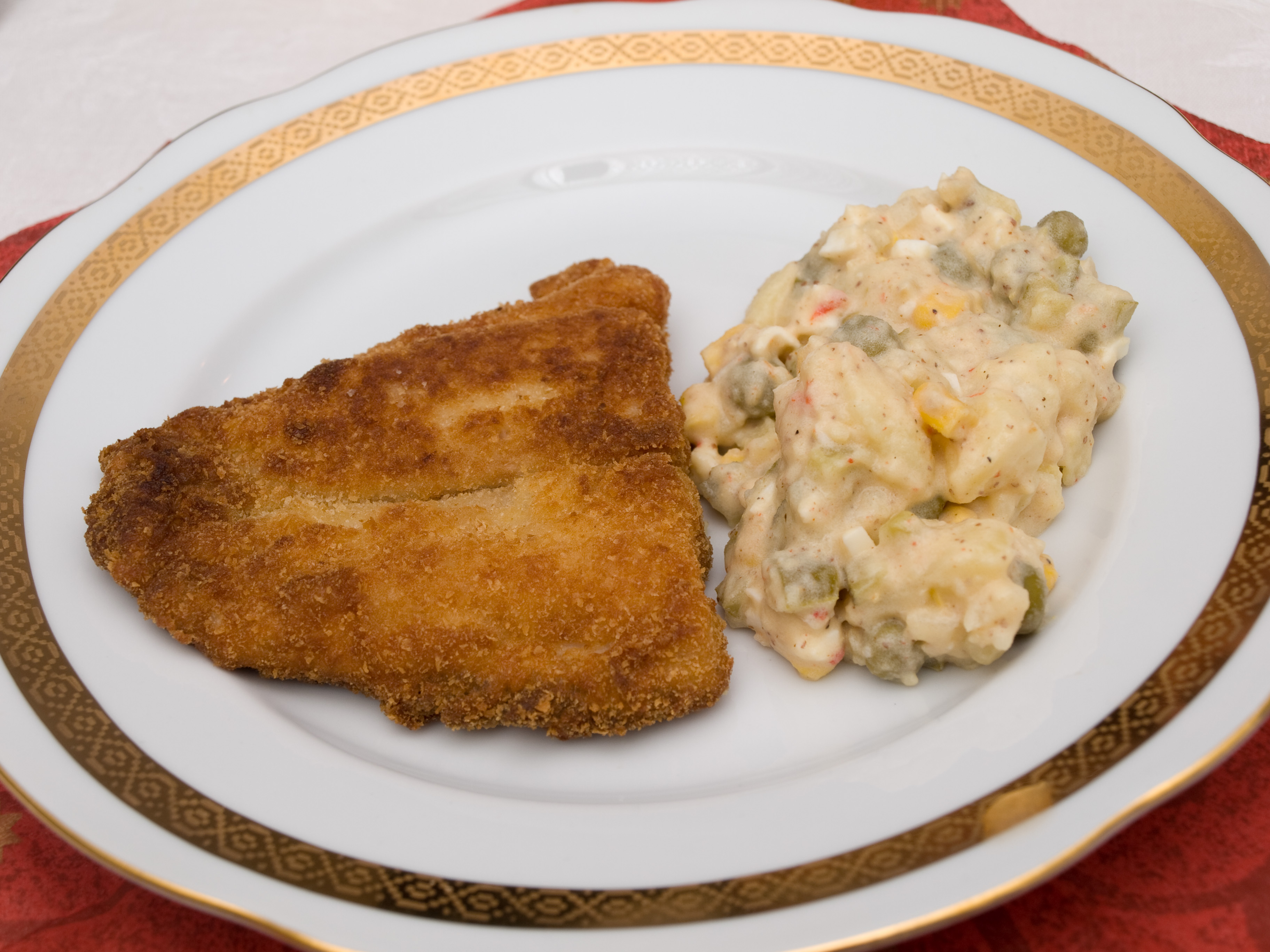
Panierter Weihnachtskarpfen mit Kartoffelsalat

Der Weihnachtskarpfen ist in Mitteleuropa ein traditionelles Gericht für den Heiligen Abend. Diese Tradition entstand, als man der christlichen Lehre entsprechend die Adventszeit als Fastenzeit beging. Der Heilige Abend als Höhepunkt des Advents und Vorabend des Weihnachtstages sollte besonders gefeiert werden, und ein spezielles Fastengericht sollte dem gerecht werden. 

## Brauchtum

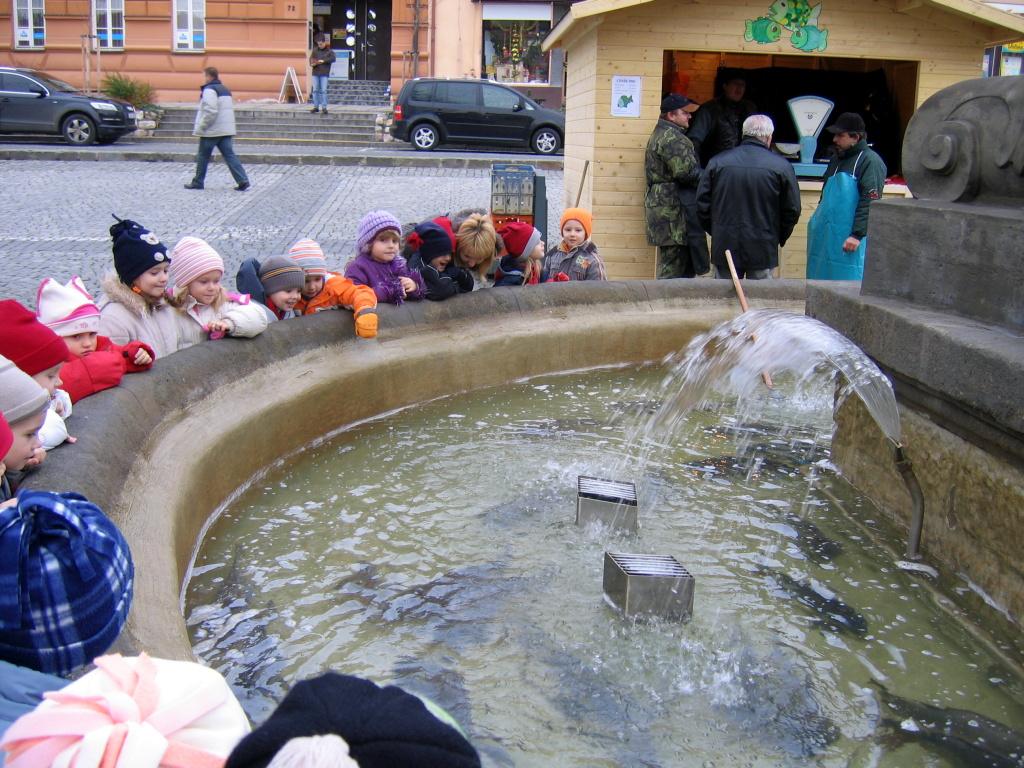
Weihnachtskarpfen werden in einem Brunnen in Uherský Brod lebend zum Verkauf angeboten

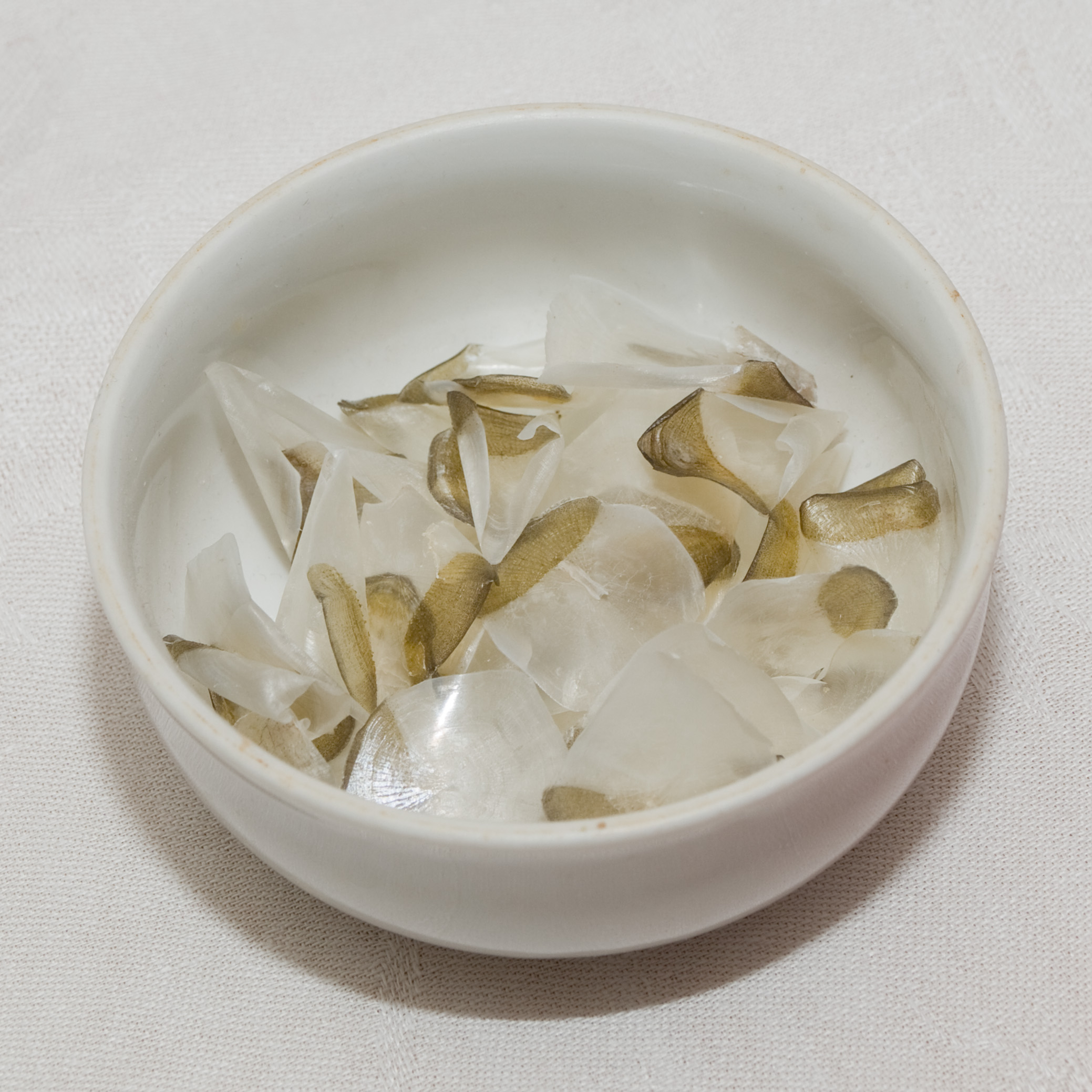
Karpfenschuppen

Ein alter Brauch ist, dass man eine der Schuppen des Karpfens aufhebt und mit sich trägt, damit sie im neuen Jahr Geldsegen bringen soll. Dieser Brauch geht wohl aus der münzenähnlichen Form der Karpfenschuppen hervor. Auch im Erzgebirge wird dem Karpfen als Bestandteil des Neunerlei die Symbolik zugeordnet, dass einem nicht das große Geld ausgeht.
Im Mittelalter wurde der Karpfen (wie auch der Hecht) besonders religiös hervorgehoben und deshalb zu Weihnachten gerne verzehrt. Im Kopf des Fisches sollen sich nach damaliger Vorstellung die Marterwerkzeuge Christi befinden, und aus den Kopfknochen soll sich eine taubenähnliche Vogelgestalt zusammensetzen lassen, die an den Heiligen Geist erinnere und gegen Hexen schützen soll. Ein weiterer Glaube war, dass es über den Augen des Karpfens ein mondförmiges Steinchen gebe, und wer es zu Weihnachten fand, dem bringe es Glück.
Eine alte schlesische Sitte ist teilweise heute noch, dass man am Morgen nach dem weihnachtlichen Karpfenessen die übriggebliebenen Fischgräten in seinem Garten an die Obstbäume legt, um deren Gedeihen im Frühjahr zu fördern. Dieser Brauch wird auch nach dem Verzehr des Neujahrs- oder Silvesterkarpfens angewendet. In Tschechien und der Slowakei sind die Schuppen ein Symbol für Reichtum und werden unter den Teller gelegt oder in die Geldbörse gegeben.

## Zubereitung

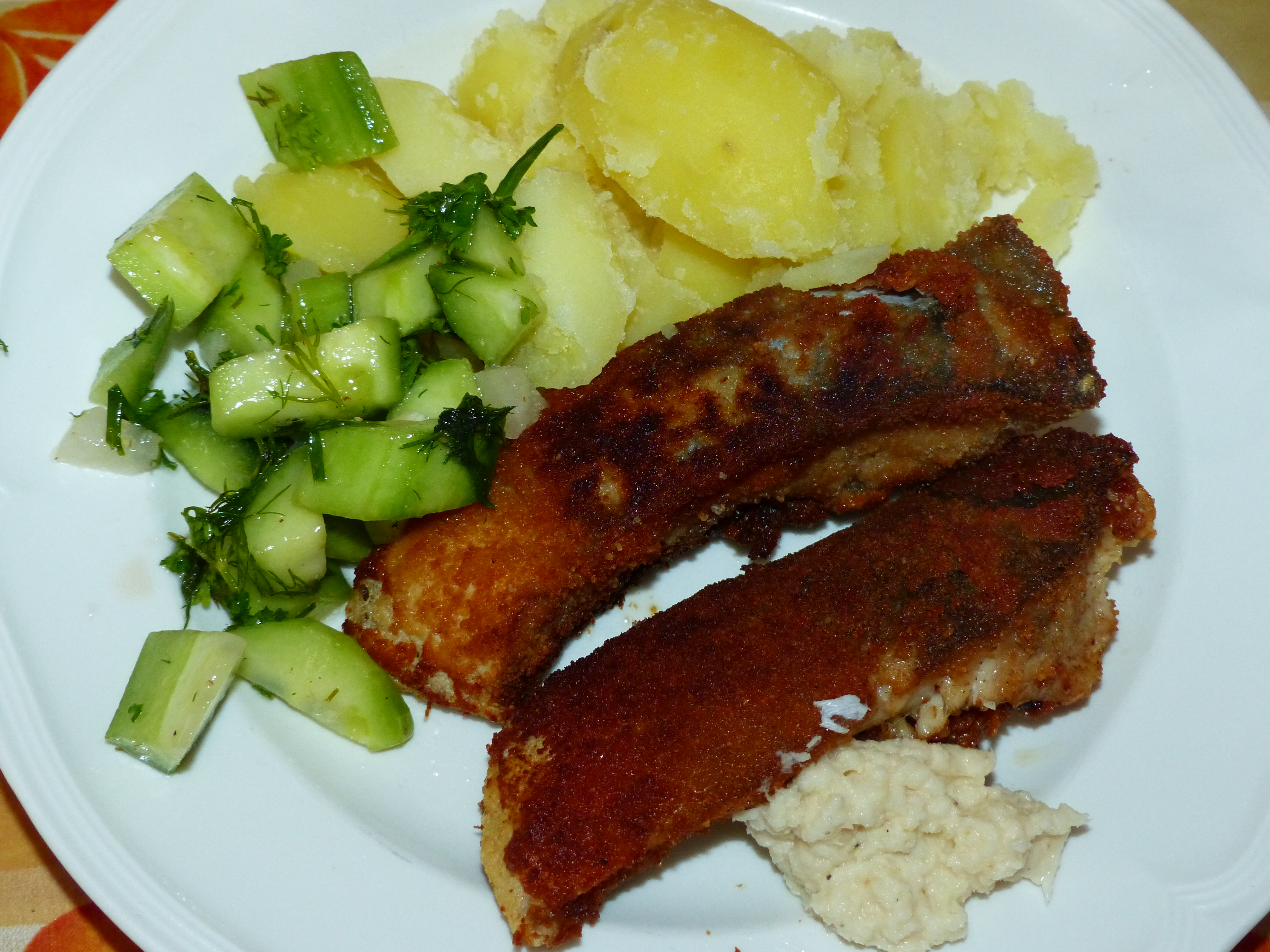
Panierter Karpfen mit Salzkartoffeln, Gurkensalat und Meerrettich als typisches Weihnachts- bzw. Silvester-Essen

Früher wurde der Karpfen spätestens am Vorabend ausgenommen und über Nacht in Buttermilch eingelegt, damit der strenge Geschmack ein wenig verloren geht. Vor der Karpfenzucht, als die Fische noch aus den Teichen geangelt wurden, war es oft der Fall, dass der Karpfen für ein paar Tage im klaren Wasser in der Badewanne schwamm. Das hatte den Effekt, dass der Karpfen sozusagen gewässert und damit der schlammige Geschmack beseitigt wurde, der entsteht, wenn der Karpfen Nahrung aus dem Teichschlamm aufnimmt.
Im südlichen Raum Deutschlands sowie in Tschechien, Österreich (hier insbesondere im Waldviertel), der Slowakei und Ungarn wird der Weihnachtskarpfen meist traditionell in Stücke zerteilt, paniert und in Fett ausgebraten. Serviert wird der Weihnachtskarpfen mit Kartoffelsalat (meist mit Mayonnaise zubereitet), Gurkensalat, Zitronenspalten, Salzkartoffeln oder Remoulade.
In nördlichen Regionen ist eine sehr beliebte Zubereitung Karpfen blau mit Petersilien- oder Salzkartoffeln und Meerrettichsauce.
Ein weiterer Klassiker ist gefüllter Karpfen. Dazu wird der Fisch mit verschiedenen Gemüse und/oder Kartoffeln gefüllt. Anschließend wird der ganze Karpfen im Ofen gebraten. Neben der Füllung sind weitere Beilagen meist gebratene Tomaten, Champignons und Salz- oder Schwenkkartoffeln.